# ازمکی صخره‌زی
ازمکی صخره‌زی (نام علمی: Draba aucheri) نام یک گونه از سرده ازمکی است.